# 茹岚石棚
茹岚石棚，位于山东省邹城市郭里镇。是中华人民共和国山东省省级文物保护单位之一。
2013年，列入第四批山东省文物保护单位，该文物保护单位是一座其他类型文物保护单位。